# Huỳnh Văn Có
Huỳnh Văn Có (1935 – 2015) là một trong 2 môn sinh Judo người Việt đầu tiên đạt chuẩn đai đen quốc tế trong kỳ thi do Học viện Judo Kodokan (Nhật Bản) tổ chức năm 1961 tại Việt Nam. Ông cũng là võ sĩ Judo Việt Nam đầu tiên giành được huy chương vàng SEAP Games (tiền thân của SEA Games) lần thứ 3 tại Kuala Lumpur (Malaysia) năm 1965.

## Cuộc đời và sự nghiệp
Ông sinh ngày 8 tháng 1 năm 1935 tại Phú Xuân Hội, Gia Định, là con thứ tư trong một gia đình có bảy anh em trai.
Ông bắt đầu tập môn võ Judo từ năm 19 tuổi, được cho là khá trễ. Theo các tài liệu ghi lại, khởi đầu ông tập luyện dưới sự hướng dẫn của võ sư người Pháp Yvert, sau đó thụ giáo thêm với các võ sư khác như Pierre Phạm Đăng Cao (người Pháp gốc Việt), Vương Quang Ba. Năm 1956, ông bắt đầu tham gia thi đầu và thường xuyên giành chiến thắng, nổi danh với tuyệt kỹ siết cổ kensui jime (còn gọi là đòn siết cổ số 11).
Năm 1961, Học viện Judo Kodokan (Nhật Bản tổ chức kỳ thi đai đen quốc tế tại Sài Gòn do chính võ sư Yvert làm chủ khảo cùng các giám khảo người Nhật, gồm cả các võ sinh Việt Nam và võ sinh nước ngoài đang tập tại Việt Nam. Trong kỳ thi này, ông thắng liên tục bốn trận, không đạt yêu cầu phải thắng liên tiếp sáu trận, tuy nhiên do thể hiện phong độ quá xuất sắc nên ông đã được các võ sư người Nhật chấm đậu. Ông cùng với võ sinh Hoàng Xuân Dần trở thành 2 võ sinh Việt Nam đầu tiên đạt chuẩn đai đen trong kỳ thi của Học viện Judo Kodokan.
Trong đợt thi tuyển giành quyền tham dự SEAP Games lần 3 năm 1965, ông giành được chiến thắng dù khi đó ông đã bước qua tuổi 30, một độ tuổi đáng kể đối với một võ sĩ Judo tham gia thi đấu. Ông cùng võ sĩ Trương Văn Xuân trở thành 2 võ sĩ Judo đầu tiên thi đấu cho đội tuyển Việt Nam tại đấu trường SEAP Games (tiền thân của SEA Games ngày nay).
Tại SEAP Games, ông thi đấu ở hạng cân 70 kg, cùng với các võ sĩ Quek Ser Hong (Singapore), Boonlert Buakeo (Thái Lan), Harry Law (Malaysia) và Latt Mint (Myanmar). Đây là lần xuất ngoại đầu tiên của ông. Trước đó, ông chưa hề được đi tập huấn ở nước ngoài, cũng chưa hề được tham gia một giải đấu quốc tế nào. Trong khi đó, các đối thủ của ông đều rất mạnh và nhiều kinh nghiệm thi đấu.
Do giải đấu chỉ có 5 võ sĩ thi đấu ở hạng cân 70 kg, vì vậy các võ sĩ thi đấu theo thể thức vòng tròn tính điểm; mỗi trận thi đấu 5 phút, nếu hòa sẽ đấu tiếp 2 phút để xác định nhà vô địch. Ông lần lượt hạ các võ sĩ người Singapore, Malaysia và Myanmar (trong đó có 2 trận thắng bằng đòn siết cổ trước các đối thủ người Singapore và Malaysia), chỉ chịu thua một trận duy nhất trước võ sĩ người Thái Lan, đạt số điểm cao nhất và giành được chiếc huy chương vàng đầu tiên trong bộ môn Judo cho người Việt Nam trên đấu trường quốc tế. Đồng đội của ông, võ sĩ Trương Văn Xuân, thi đấu ở hạng cân bán trung, cũng đã xuất sắc giành được huy chương bạc ở hạng cân này.
Sau thành công tại SEAP Games, ông được cử theo học lớp huấn luyện viên và từ đó theo nghiệp huấn luyện cho đến khi giải nghệ vào năm 1984.
Sau khi giải nghệ, ông và vợ mở quán phở chay Như, bán thức ăn chay trên đường Lý Thái Tổ, sau đó dời về bán ngay tại nhà trên đường Trương Quyền. Năm 2003, nhân dịp SEA Games 22 được tổ chức tại Việt Nam, ông đã tặng chiếc huy chương vàng của mình cho Bảo tàng Thành phố Hồ Chí Minh nhân triển lãm "Việt Nam qua các kỳ SEA Games".
Ông qua đời ngày 8 tháng 7 năm 2015 tại Thành phố Hồ Chí Minh, hưởng thọ 80 tuổi.